# Louville-la-Chenard
Louville-la-Chenard ist eine französische Gemeinde mit 247 Einwohnern (Stand: 1. Januar 2022) im Département Eure-et-Loir in der Region Centre-Val de Loire. Sie gehört zum Arrondissement Chartres und ist Mitglied im Gemeindeverband Communauté de communes Cœur de Beauce. Die Einwohner werden Louvillois und Louvilloises genannt.

## Bevölkerungsentwicklung
| Jahr      | 1962 | 1968 | 1975 | 1982 | 1990 | 1999 | 2008 | 2014 |
| Einwohner | 220  | 242  | 193  | 210  | 228  | 239  | 283  | 258  |

## Persönlichkeiten
- Charles Auguste d’Allonville de Louville (1664–1731), Marquis de Louville, geboren und verstorben auf Schloss Louville
- Jacques d’Allonville de Louville (1671–1732), Mathematiker und Astronom, geboren auf Schloss Louville